# Xian de Haifeng
Le xian de Haifeng (海丰县 ; pinyin : Hǎifēng Xiàn) est un district administratif de la province chinoise du Guangdong. Il est placé sous la juridiction de la ville-préfecture de Shanwei.

## Démographie
La population du district était de 712 261 habitants en 1999.